# Репарат
Репарат (лат. Reparatus; д/н — 538) — державний діяч королівства остготів та Східної Римської імперії.

## Життєпис
Походив зі давньоримського сенаторського роду. Син Іоанна, консуляра (намісника) Кампанії, коміта священних щедрот, і доньки Олібрія, преторіанського префекта короля Теодоріха Великого. Здобув ґрунтовну освіту, оскільки батько був дотичних до гуртках інтелектуалів.
527 року призначено міським префектом Риму. З початком Готської війни таємно підтримав імператора Юстиніана I. Він був одним із сенаторів, узятих королем Вітігесом у заручники в листопаді-грудні 536 року, але зумів втекти разом з іншим сенатором Вергентієм.
538 року призначається імператором преторіанським префектом Італії. Діяв разом з Велізарієм. Влітку разом з Мундилом очолив оборону Медіолан від остготських військ. за різними відомостями помер під час облоги або загинув при падіння міста у березні 539 року.
Опікунов його дітей став брат Вігілій, що на той час був папою римським.

## Родина
- Вігілія, дружина Турція Руфія Апроніана Астерія, консула 494 року
- Рустик, диякона